# Jeito Moleque
Jeito Moleque ist eine brasilianische Band, die Pagode (eine Unterart des Samba) in der Prägung pagode romântico, auch als pagode paulista bezeichnet, spielt. Sie wurde 1998 im Stadtteil Santana im Norden von São Paulo gegründet, unterbrach 2016, kehrte jedoch im August 2017 offiziell in das aktive Musikleben mit einem neuen Sänger zurück. 2019 veröffentlichten sie eine neue CD Amo Noronha.
Der Name bedeutet etwa auf Jungenart, „moleque“ bezeichnet einen Knaben oder Jungen in der Sprache Kimbundu, „jeito“ heißt Art, Weise.
Die Gruppe besteht aus:
- Gui Albuquerque, Gesang
- Carlinhos (* 21. August 1979), Cavaquinho, Gesang
- Felipe Saab (* 31. Oktober 1981), Gitarre, Banjo, Gesang
- Rafa (* 13. März 1981), Perkussion, Gesang
- Alemão (* 9. März 1977), Perkussion, Gesang

Ehemaliges Mitglied war das Gründungsmitglied Bruno Diegues (Gesang, * 15. Januar 1982), er trat noch im Januar 2011 bei dem Sommerfestival O Show do Verão é Você in Praia Grande auf.
Zu den Liveauftritten gehörte auch 2010 das Oktoberfest Santa Cruz do Sul in Rio Grande do Sul.

## Diskografie

### Alben
- Eu Nunca Amei Assim (Sky Blue Music, 2003)
- Me Faz Feliz: Ao Vivo (Universal Music, 2005, BR: Gold)[5]
- O Som do Bem (Universal Music, 2007)
- Ao Vivo na Amazônia (Universal Music, 2008)
- 5 Elementos (Sony Music, 2009)
- Viva Vida (Som Livre, 2012)
- Amo Noronha (2019)

### Singles
- Meu Jeito Moleque (2005, BR: Gold)
- Sem Radar (2007, BR: Gold)

### Videoalben
- Me Faz Feliz: Ao Vivo (Universal Music, 2005, BR: Gold)
- Ao Vivo na Amazônia (Universal Music, 2008, BR: Gold)
- 5 Elementos (Sony Music, 2009)
- Amo Noronha (2019)